# Смело сърце (теленовела)
Смело сърце (на английски: Fearless Heart) e испаноезична драматичен сериал създадена в САЩ от компания NBC през 2012 г.
Излъчва се през периода от 6 март 2012 до 7 януари 2013 h. Закупена е в общо 19 страни. Снимките са правени в Маями, по канал Телемундо Колумбия и Швейцария.

## Сюжет
Това е историята на две най-добри приятелки – Саманта Сандовал (Химена Дуке) и Анхела Валдес (Адриана Фонсека).
Саманта произхожда от много богато семейство, а Анхела е дъщеря на бодигардовете охранявали Саманта и семейството ѝ. Една трагедия ги разделя за дълго време, но скоро отново се срещат. Анхела има дъщеря Виолета – резултат от една любов с неподходящ мъж. Работи неуморно в кафене което поддържа сама и учи за медицинска сестра, за да осигури добро бъдеще на дъщеря си. Благодарение на опит за кражба в кафенето ѝ, Саманта и Анхела се срещат съвсем случайно и тогава Саманта ѝ предлага да стане бодигард. Така Анхела приема професията, която семейството ѝ е практикувало преди. Сега двете ще трябва да се срещнат с много предизвикателства, за да защитят хората които охраняват и ще се борят, за да открият любовта. Но ще трябва да се преборят и с всички лъжи и интриги създадени от много лоши хора, а това ще им струва много.

## Участват
- Химена Дуке (Ximena Duque) – Саманта Сандовал Наваро
- Адриана Фонсека (Adriana Fonseca) – Анхела Валдес
- Хосе Луис Ресендес (Jose Luis Resendez) – Хуан Маркос Аройо
- Айлин Мухика (Aylin Mujica) – Фернанда дел Кастийо-главна отрицателна роля
- Фабиан Риос (Fabian Rios) – Гилермо дел Кастийо
- Мануел Ландета (Manuel Landeta) – Бернардо дел Кастийо-убит от Фернанда
- Соня Смит (Sonya Smith) – Исабел де Аройо-убита
- Бриджит Боцо (Briggitte Bozzo) – Хенесис
- Елмер Валенсуела (Élmer Valenzuela) – Луис Валдес
- Никол Арчи (Nicole Arci) – Виолета
- Ванеса Посе (Vanessa Pose) – Ема Аройо
- Джон Екер (Jon Ecker) – Педро Пералта
- Роберто Платиер (Roberto Platier) – Габриел ла Мадрид
- Хорхе Луис Пила (Jorge Luis Pila) – Мигел Валдес
- Татяна Капоте (Tatiana Capote) – Офелия
- Хилда Хадок (Gilda Haddock) – Естела де Валдес
- Габриел Порас (Gabriel Porras) – Мигел Валдес Гутиерес
- Кати Барбери (Katie Barberi) – Перла Наваро
- Леонардо Даниел (Leonardo Daniel) – Дарио Сандовал
- Лино Мартоне (Lino Martone) – Диего
- Хосе Гилермо Кортинес (Jose Gillermo Cortines) – Ренцо Мансия-убит от Фернанда
- Каролина Техера (Carolina Tejera) – Лорена Бариос
- Пабло Асар (Pablo Azar) – Густаво Понте
- Анджелин Монкайо (Angeline Moncayo) – Лаура Агилар/Мария
- София Санабриа (Sofia Sanabria) – Анхела Валдес (като малка)
- Емили Алварадо (Emily Alvarado) – Саманта Сандовал (като малка)

## Награди
| Теленовела на годината | Смело сърце                            | Номиниран |
| Любим главен герой     | Хосе Луис Ресендес                     | Номиниран |
| Любима главна актриса  | Адриана Фонсека                        | Номиниран |
| Най-добър злодей       | Мануел Ландета                         | Номиниран |
| Най-добра злодейка     | Айлин Мухика                           | Победител |
| Най-добра двойка       | Химена Дуке и Фабиан Риос              | Победител |
| Най-добра целувка      | Химена Дуке и Фабиан Риос              | Победител |
| Най-добър млад акьор   | Емили Алварадо Бриджит Бозо Никол Арчи | Номиниран |
| Най-добър саундтрак    | Mi Primer Amor и Corazón Valiente      | Номиниран |

## „Смело сърце“ в други страни
| Страна      | Алтернативно заглавие | Телевизия                  | Премиера          | Финал            | Излъчване          | Час на излъчване |
| ----------- | --------------------- | -------------------------- | ----------------- | ---------------- | ------------------ | ---------------- |
| Хондурас    | Corazon Valiente      | HTV Mundo                  | 13 март 2012      | 14 януари 2013   | Понеделник – Петък | 19:00            |
| Панама      | Corazon Valiente      | TVN                        | 29 май 2012       | 26 февруари 2013 | Понеделник – Петък | 20:30            |
| Перу        | Corazon Valiente      | ATV                        | 18 юли 2012       |                  | Понеделник – Петък | 20:00            |
| Чили        | Corazon Valiente      | Chilevision                | 6 август 2012     |                  | Понеделник – Петък | 17:00            |
| Венецуела   | Corazon Valiente      | Televen                    | 7 август 2012     |                  | Понеделник – Петък |                  |
| Никарагуа   | Corazon Valiente      | Televicentro               | 13 август 2012    |                  | Понеделник – Петък | 21:00            |
| Пуерто Рико | Corazon Valiente      | Телемундо                  | 4 септември 2012  |                  | Понеделник – Петък | 21:00            |
| Албания     | Zemra të Guximshme    | Digi +                     | 10 септември 2012 |                  | Понеделник – Петък | 20:00            |
| Мексико     | Corazon Valiente      | Galavision                 | 18 септември 2012 |                  | Понеделник – Петък | 22:30            |
| Унгария     | Több mint testőr      | RTL2                       | 1 октомври 2012   |                  | Понеделник – Петък | 17:00            |
| Боливия     | Corazon Valiente      | Bolivision                 | 26 ноември 2012   |                  | Понеделник – Петък | 20:00            |
| Парагвай    | Corazon Valiente      | SNT Cerro Cora             | 7 януари 2013     |                  | Понеделник – Петък | 21:00            |
| Коста Рика  | Corazon Valiente      | Repretel                   | 14 януари 2013    |                  | Понеделник – Петък | 22:00            |
| Грузия      | Power of Immortality  | Rustavi 2                  | 25 февруари 2013  |                  | Понеделник – Петък | 19:45            |
| Нидерландия | Braveheart            | 101 TV                     | 4 март 2013       |                  | Понеделник – Петък | 22:30            |
| Русия       | Храброе Сердце        | Mnogo TV                   | 8 април 2013      |                  | Понеделник – Петък |                  |
| Испания     | Corazon Valiente      | Nova (canal de televisión) | 2013              |                  | Понеделник – Петък |                  |
| Франция     | Corazón Valiente      | Outre mer 1ère             |                   |                  | Понеделник – Петък |                  |
| Аржентина   | Corazon Valiente      | Canal 9                    |                   |                  | Понеделник – Петък | 16:00            |